# Stara Synagoga w Wieliczce
Stara Synagoga w Wieliczce – synagoga znajdująca się w Wieliczce przy ulicy Wiejskiej 11. Jest najstarszą spośród zachowanych wielickich synagog.

## Historia
Synagoga została zbudowana w połowie XVIII wieku po zachodniej stronie centrum żydowskiej osady na Klaśnie, w historycznych granicach Sierczy. Po raz pierwszy została zaznaczona na planach fortyfikacyjnych Wieliczki z lat 1777–1779. Podczas II wojny światowej hitlerowcy zdewastowali wnętrze synagogi. 
Po zakończeniu wojny budynek przeznaczono na magazyn i taką funkcję pełnił on do początku XXI w. Po II wojnie światowej zlikwidowano stropy i ocalałe dekoracje oraz załamano dach. W 1980 roku przeprowadzono remont zabezpieczający synagogę, m.in. położono stropodach na konstrukcji stalowej oraz skotwiono ściany. Obecnie budynek jest nieużywany i zamknięty dla zwiedzających. Mimo podstawowego zabezpieczenia budowlanego w postaci izolacji fundamentów i odprowadzenia wody opadowej obecny stan techniczny synagogi jest bardzo zły.

## Architektura

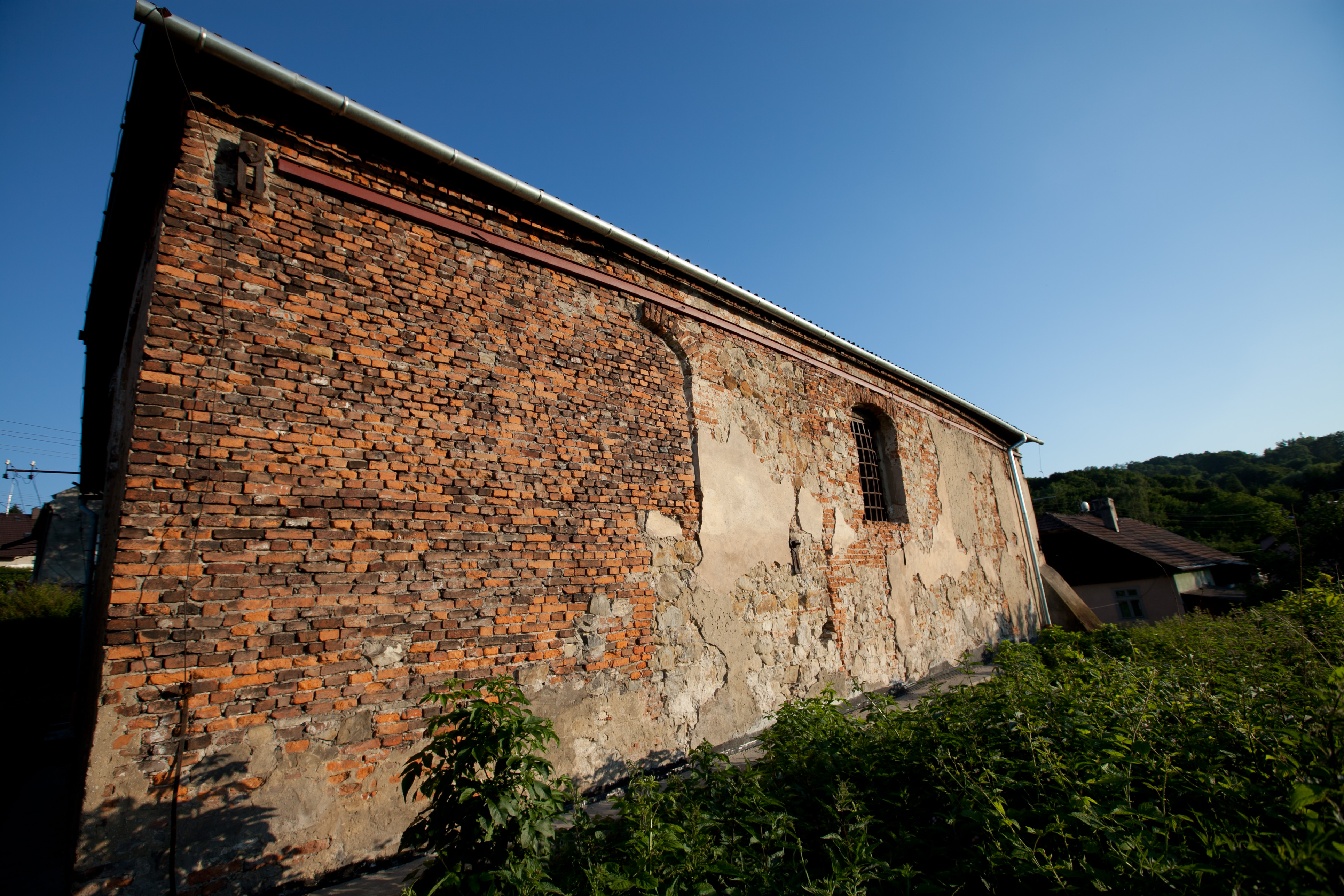
Stara Synagoga w Wieliczce, ściana zachodnia

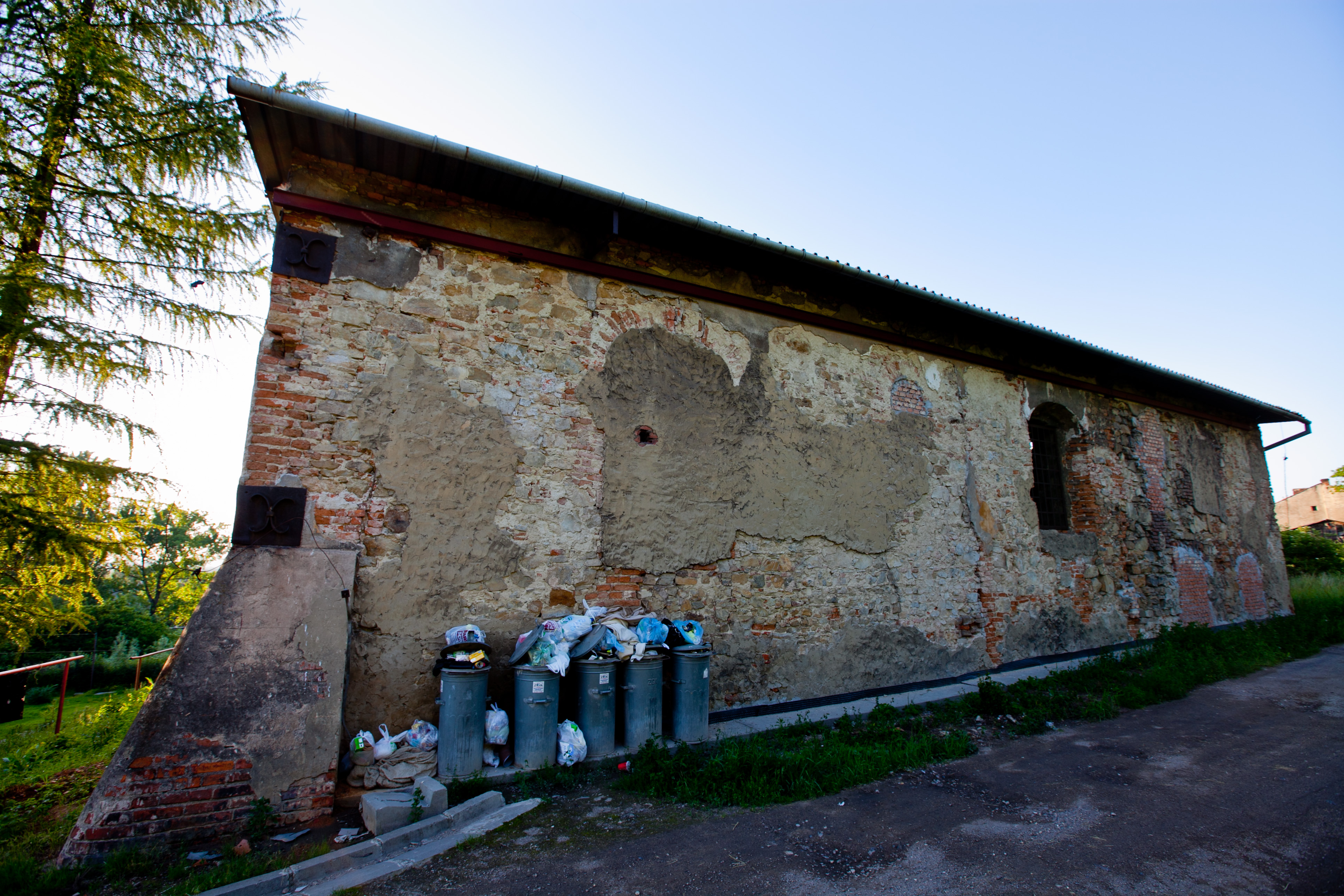
Stara Synagoga w Wieliczce, ściana wschodnia

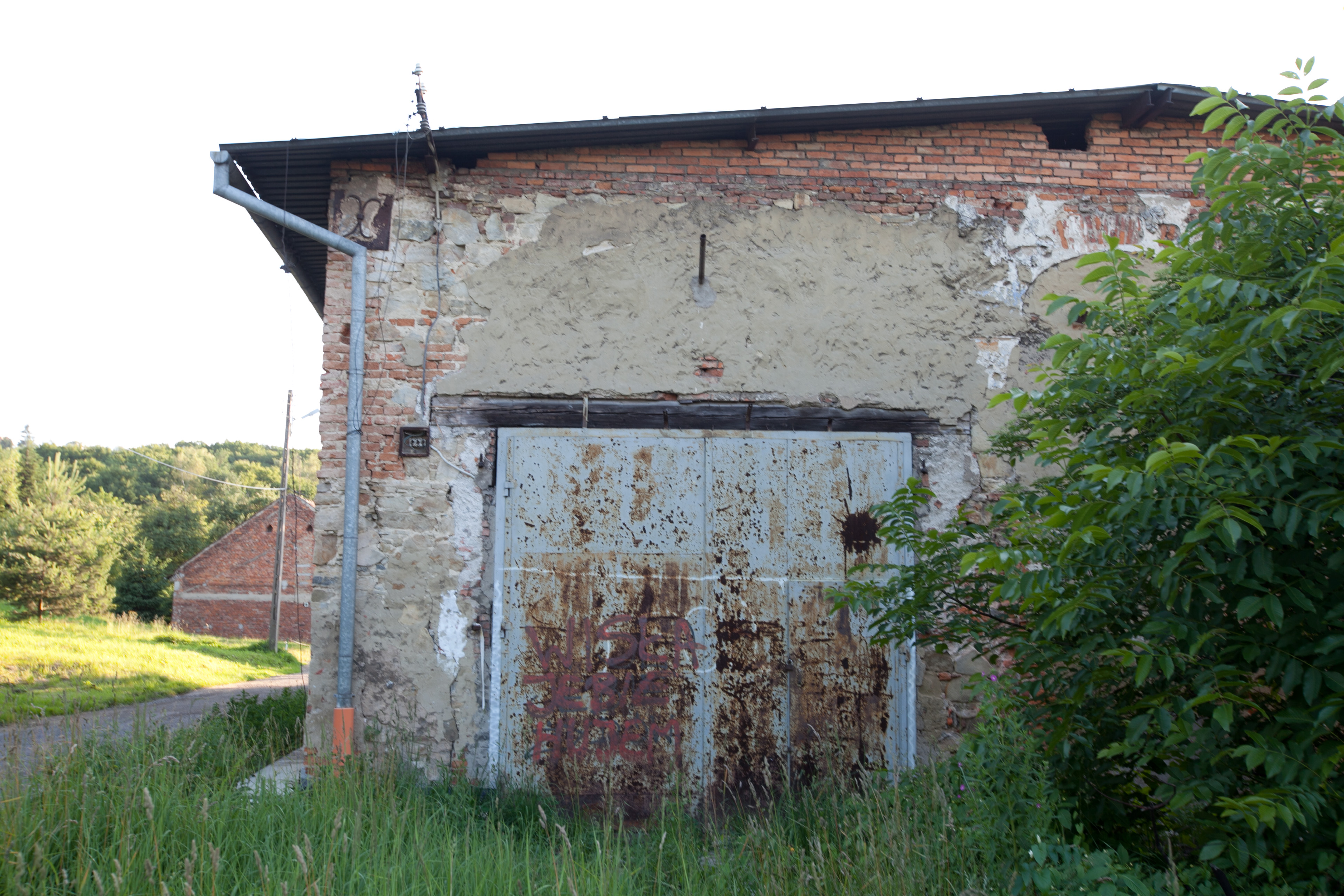
Stara Synagoga w Wieliczce, ściana północna

Murowany z kamienia łamanego i cegły, jednoprzestrzenny i orientowany budynek synagogi wzniesiono na planie prostokąta. Do dziś na zewnątrz nad zamurowanym oknem od wschodu zachowały się resztki dekoracji sztukatorskiej, a we wnętrzu fragmenty malowanych inskrypcji hebrajskich i ornamentów roślinnych oraz fragmenty dekoracji sztukatorskiej. Wnęka po Aron ha-kodesz została zamurowana. 
- Synagoga jest obiektem, który stanowi wartość zabytkową. Została ona wpisana do krajowego rejestru zabytków nieruchomych pod numerem A-570 w dniu 20 listopada 1987 roku.